# Ona Munson
Pour les articles homonymes, voir Munson.
Owena Wolcott, dite Ona Munson, est une actrice et chanteuse américaine née le 16 juin 1910 à Portland (Oregon) et morte le 11 février 1955 à New York (État de New York).

## Biographie
Owena est le dernier des quatre enfants d'Owen et Sally Wolcott, d'origine canadienne-française (sa grand-mère paternelle a immigré du Québec en 1865). Ses trois frères et sœurs aînés sont morts en bas âge. Ses parents divorcent dans les années 1920 et son père se remarie.
Sous le pseudonyme d'Ona Munson, elle débute au théâtre en 1919, avec une revue présentée à Broadway (New York). Là, elle apparaît ensuite dans quatre comédies musicales et deux pièces, entre 1926 et 1936, avant une ultime pièce en 1952.
En 1930, elle déménage à Los Angeles et entame une carrière au cinéma. Elle tourne vingt films américains, de 1928 (son unique film muet) à 1947 (La Maison rouge). Mentionnons son rôle de la prostituée Belle Watling (sans doute le mieux connu) dans Autant en emporte le vent (1939), et celui, similaire, de  'Madame' Gin Sling (rôle principal) dans Shanghaï de Josef von Sternberg (1941). Enfin, en 1952 et 1953, elle contribue à deux séries télévisées consacrées au théâtre.

### Vie privée
Ona Munson épouse le peintre Eugène Berman en 1950, son deuxième mari après un mariage de cinq ans avec l'acteur Edward Buzzell. Elle a également eu plusieurs relations documentées avec des femmes, dont Alla Nazimova et la dramaturge Mercedes de Acosta. Certains commentateurs considèrent ses mariages comme des mariages de convenance destinés à cacher l'homosexualité d'un acteur/actrice. 
Au milieu des années 50, Ona Munson souffre de complications de santé liées à une intervention chirurgicale ; elle utilise fréquemment des barbituriques. En février 1955, son mari Eugène Berman la trouve morte dans leur appartement de Manhattan : Ona s'était suicidée par surdose de barbituriques, à l'âge de 44 ans.
Une étoile lui a été attribuée sur le Walk of Fame (trottoir des célébrités) de Hollywood Boulevard.

## Théâtre (à Broadway)
- 1919 : George White's Scandals of 1919, revue, musique de Richard A. Whiting, lyrics et livret d'Arthur Jackson et George White, avec (et produite par) George White
- 1926-1927 : Twinkle, Twinkle, comédie musicale, musique d'Harry Archer, lyrics et livret d'Harlan Thompson, mise en scène de Frank Craven, direction musicale Max Steiner, costumes de Charles Le Maire, avec Joe E. Brown, Dorothy Jordan
- 1927-1928 : Manhattan Mary, comédie musicale, musique de Ray Henderson, lyrics de B.G. DeSylva et Lew Brown, livret de William K. Wells et George White, mise en scène et production de George White, avec Ed Wynn, George White
- 1928-1929 : Hold Everything, comédie musicale, musique de Ray Henderson, lyrics de Lew Brown et Buddy DeSylva, livret de John McGowan et Buddy DeSylva, avec Bert Lahr, Victor Moore, Harry Shannon
- 1933 : Hold your Horses, comédie musicale, musique et lyrics de divers, dont Robert Russell Bennett, livret de Russel Crouse et Corey Ford, orchestrations de Robert Russell Bennett, avec Inez Courtney
- 1935 : Petticoat Fever, pièce de Marc Reed, avec Leo G. Carroll, Dennis King
- 1935-1936 : Les Revenants (Ghosts), adaptation de la pièce d'Henrik Ibsen, mise en scène de (et avec) Alla Nazimova
- 1952 : First Lady, pièce de Katharine Dayton et George S. Kaufman, avec Edna Best

## Filmographie

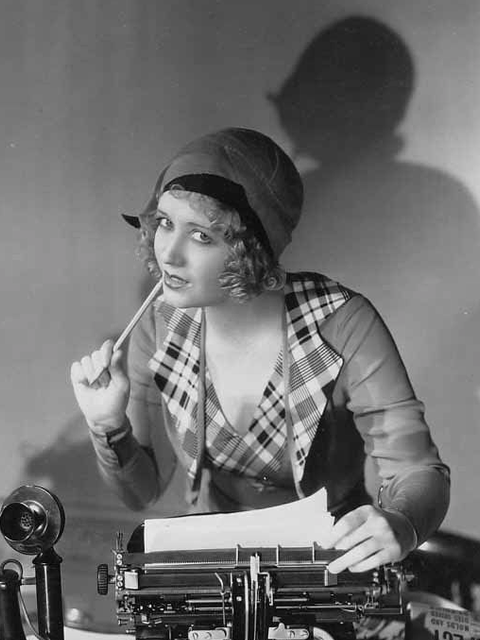
Photo promotionnelle de Ona Munson en 1931.

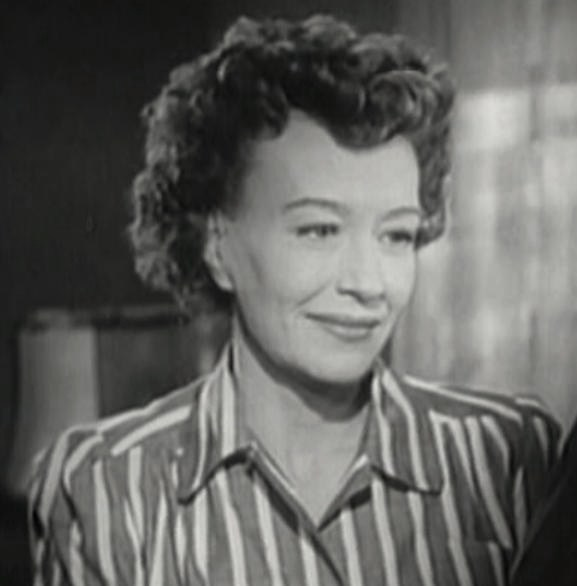
Dans La Maison rouge (1947).

### Cinéma
- 1928 : The Head of the Family de Joseph C. Boyle
- 1930 : Going Wild de William A. Seiter
- 1931 : Five Star Final de Mervyn LeRoy
- 1931 : L'Intrépide Héritière (The Hot Heiress) de Clarence G. Badger
- 1931 : Broadminded de Mervyn LeRoy
- 1938 : His Exciting Night de Gus Meins
- 1938 : Coup de théâtre (Dramatic School) de Robert B. Sinclair
- 1939 : Scandal Sheet de Nick Grinde
- 1939 : Legion of Lost Flyers de Christy Cabanne
- 1939 : Autant en emporte le vent (Gone with the Wind) de Victor Fleming, George Cukor et Sam Wood
- 1939 : The Big Guy (en) d'Arthur Lubin
- 1940 : Wagons Westward (en) de Lew Landers
- 1941 : La Fille du péché (Lady from Louisiana) de Bernard Vorhaus
- 1941 : Shanghaï (The Shanghai Gesture) de Josef von Sternberg
- 1941 : L'Appel du Nord (Wild Geese Calling), de John Brahm
- 1942 : La Jungle rugit (Drums of the Congo) de Christy Cabanne
- 1943 : Idaho (en) de Joseph Kane
- 1945 : The Cheaters de Joseph Kane
- 1945 : La Femme du pionnier (Dakota) de Joseph Kane
- 1947 : La Maison rouge (The Red House) de Delmer Daves